# Theuerdankita
La theuerdankita és un mineral de la classe dels fosfats. Rep el nom de la mina Alter Theuerdank, la localitat tipus per a aquesta espècie.

## Característiques
La theuerdankita és un arsenat de fórmula química Ag₃AsO₄. Va ser aprovada com a espècie vàlida per l'Associació Mineralògica Internacional en el mes d'abril de 2023. Va ser publicada a la revista internacional Mineralogical Magazine per Jakub Plášil et al. en el mes de maig de 2024 amb el títol Theuerdankite, Ag₃AsO₄, a new mineral from the Alter Theuerdank Mine, St. Andreasberg, Germany. Cristal·litza en el sistema isomètric.
L'exemplar que va servir per a determinar l'espècie, el que es coneix com a material tipus, es troba conservat a les col·leccions del departament de mineralogia i petrologia del Museu Nacional de Praga, a la República Txeca, amb el número de catàleg: P1P 59/2022.

## Formació i jaciments
Es presenta en forma d'agregats de grans anèdrics de fins a 3 mm de mida, que creixen en cavitats d'un material fortament meteoritzat que consisteix en plata nativa i clorargirita, amb presència de calcita. Va ser descoberta a la mina Alter Theuerdank, situada a Beerberg, dins el districte de Goslar (Baixa Saxònia, Alemanya). Aquest indret és l'únic a tot el planeta on ha estat descrita aquesta espècie mineral.